# 12359 Cajigal
12359 Cajigal è un asteroide della fascia principale. Scoperto nel 1993, presenta un'orbita caratterizzata da un semiasse maggiore pari a 3,1941208 UA e da un'eccentricità di 0,1601873, inclinata di 0,93949° rispetto all'eclittica.